# Fritz Friedrichs (Maler)

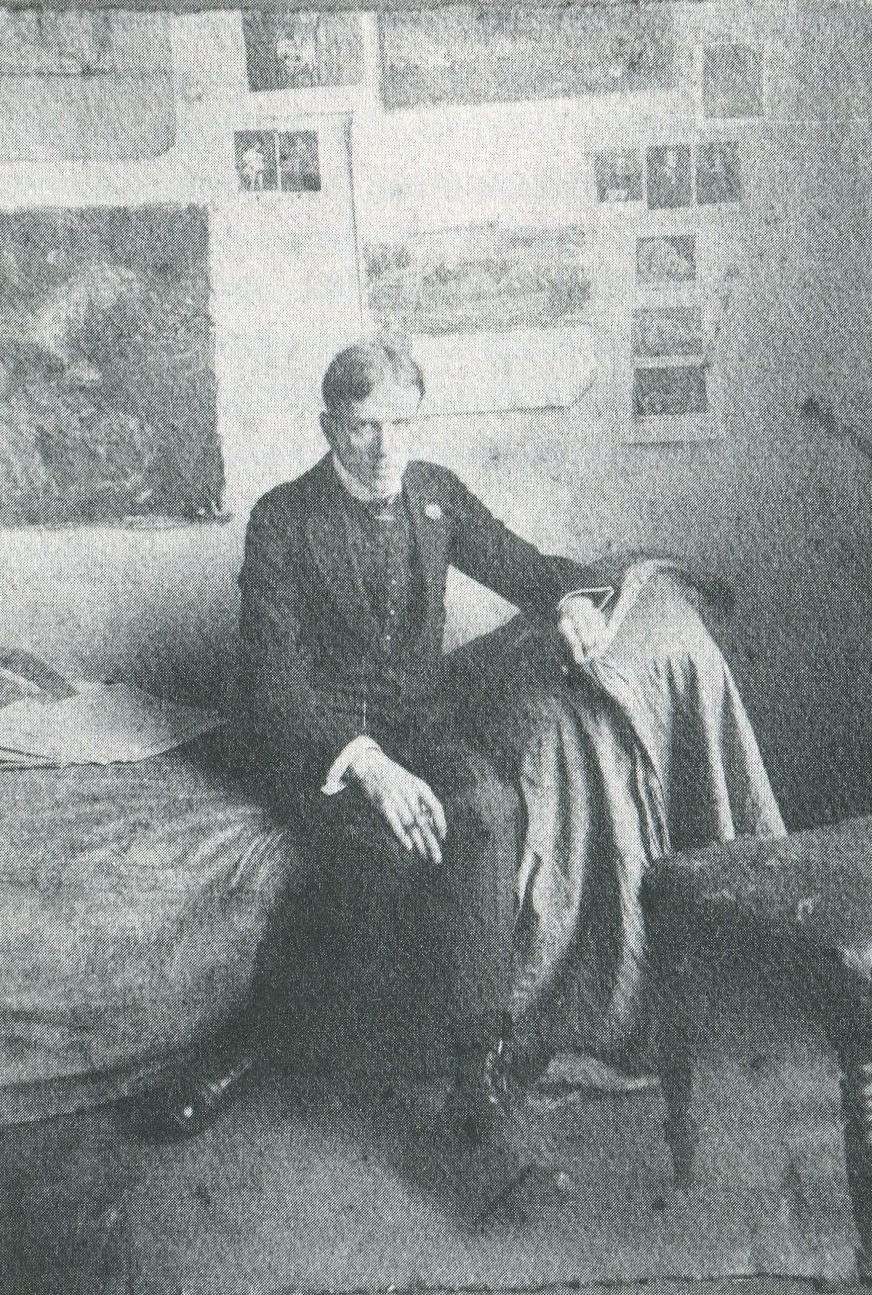
Fritz Friedrichs in seinem Atelier (um 1905)

Fritz Friedrichs (* 17. Mai 1882 in Hamburg; † 28. Juli 1928 in Hoopte) war ein deutscher Maler des Post-Impressionismus und Mitglied des Hamburgischen Künstlerklubs.

## Leben

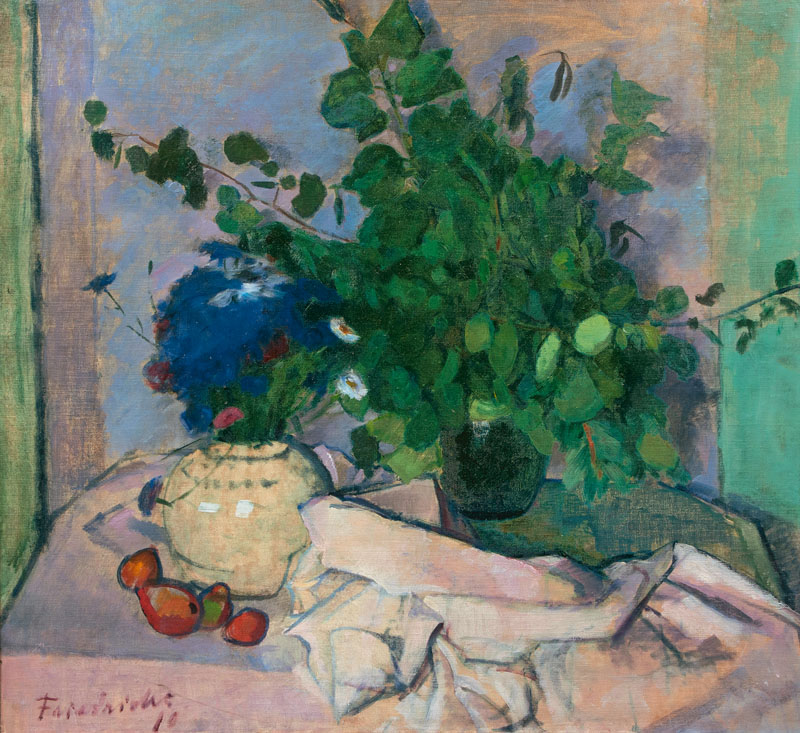
Tafelstilleben mit Vasen und Früchten (1910)

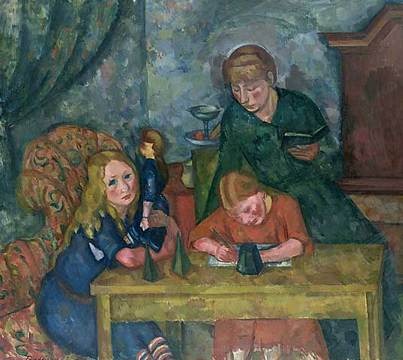
Das Kinderzimmer, Hamburger Kunsthalle

Fritz Friedrichs besuchte nach der Schulausbildung ab 1898 die Kunstgewerbeschule in Hamburg und wurde zwei Jahre später Schüler von Arthur Siebelist. Gemeinsam mit den anderen Siebelist-Malschülern wurde er 1903 in den Hamburgischen Künstlerklub aufgenommen. Im Frühjahr 1904 hatte er gemeinsam mit seinen Mitschülern eine erste Ausstellung in der Galerie Commeter in der Hermannstraße in Hamburg. Kunsthallendirektor Alfred Lichtwark bedankte sich bei Siebelist mit den Worten: „[…] Sie haben Ihren Schülern unendlich viel gegeben. Was Sie getan haben … kommt Hamburg zugute“.
1908 unternahm Friedrichs eine Studienreise in die Niederlande und nahm im folgenden Jahr an einer Ausstellung der Brücke teil. 1910 gründete er eine Malschule in seinem Atelier und wurde Lehrer von Gretchen Wohlwill. 1911 arbeitete er als Kunstkritiker und heiratete sein Modell Gertrud Harlos. Im Ersten Weltkrieg wurde er 1914 zum Wehrdienst in Polen eingezogen. Nach einem Lazarettaufenthalt im folgenden Jahr hatte er eine Ausstellung in Gerda Koppels Hamburger Malschule. Nach dem Krieg beteiligte er sich 1919 an einer Ausstellung der Freien Secession in Berlin.
Fritz Friedrichs verstarb nach langer Krankheit 1928 in Hoopte.
Friedrichs Werke sind in der Hamburger Kunsthalle, in der Kunsthalle Bremen und im Museum für Hamburgische Geschichte ausgestellt.

## Werke
- Tafelstilleben mit Vasen und Früchten, 1910, Öl/Lw./Hartfaser, 69,5 × 75 cm, Privatbesitz
- Szene zu Tristan und Isolde, um 1916, Öl auf Leinwand, 40,5 × 50 cm, Privatbesitz
- Bildnis einer Dame mit Pelzkragen, 1920–28, Öl auf Leinwand, 50 × 42,5 cm, Privatbesitz
- Die Frau des Künstlers, ohne Datum, Öl auf Leinwand, 35 × 31 cm, Privatbesitz
- Das Kinderzimmer, ohne Datum, Öl auf Leinwand, 80 × 71 cm, Kunsthalle Hamburg

## Ausstellungen
- 1959: Drei Maler in Paris, Hamburger Kunsthalle, Hamburg
- 1991: Die Siebelistschüler Fritz Friedrichs und Walter Voltmer, Hamburgische Landesbank, Hamburg